# Tuscola (Texas)
Tuscola es una ciudad ubicada en el condado de Taylor en el estado estadounidense de Texas. En el Censo de 2010 tenía una población de 742 habitantes y una densidad poblacional de 381,48 personas por km².

## Geografía
Tuscola se encuentra ubicada en las coordenadas 32°12′38″N 99°47′58″O / 32.21056, -99.79944. Según la Oficina del Censo de los Estados Unidos, Tuscola tiene una superficie total de 1.95 km², de la cual 1.95 km² corresponden a tierra firme y (0%) 0 km² es agua.

## Demografía
Según el censo de 2010, había 742 personas residiendo en Tuscola. La densidad de población era de 381,48 hab./km². De los 742 habitantes, Tuscola estaba compuesto por el 92.86% blancos, el 0.54% eran afroamericanos, el 0.27% eran amerindios, el 0.13% eran asiáticos, el 0% eran isleños del Pacífico, el 4.72% eran de otras razas y el 1.48% pertenecían a dos o más razas. Del total de la población el 7.82% eran hispanos o latinos de cualquier raza.